# Graine de faubourg

Graine de faubourg (titre original : City Across the River) est un film américain réalisé par Maxwell Shane, sorti en 1949. 

## Synopsis
Les Cusack sont un couple droit et honnête habitant un quartier miséreux de Brooklyn. Ils ont deux enfants, la petite Alice et son grand frère Frank. Ce dernier, las de la situation de pauvreté qui régit les siens, rejoint la bande des Dukes, apparemment de braves gosses du faubourg, mais qui prêtent main-forte à Gaggsy Steens, racketeur patenté. Frank, sur le mauvais chemin, est un jour impliqué dans un crime grave...

## Fiche technique
- Titre français : Graine de faubourg
- Titre français de première exploitation : Les J3 du faubourg
- Titre original : City Across the River
- Réalisation : Maxwell Shane
- Scénario : Maxwell Shane, Dennis Cooper, d'après le roman "The Amboy Dukes" d'Irving Shulman, éditions Double Day, New York, 1947, 273 p.
- Musique : Walter Scharf
- Photographie : Irving Glassberg
- Montage : Otto Ludwig
- Musique : Milton Schwarzwald
- Direction artistique : Emrich Nicholson, Bernard Herzbrun
- Décors : Russell A. Gausman, John Austin
- Costumes : Jay A. Morley Jr.
- Photographie : Maury Gertsman
- Son : Leslie I. Carey, Joe Lapis
- Montage : Ted J. Kent
- Production : Maxwell Shane
- Société de production : Universal Pictures
- Société de distribution : Universal Pictures
- Pays de production :  États-Unis
- Format : Noir et blanc — 35 mm — 1,37:1 — Son : Mono (Western Electric Recording)
- Genre : Film dramatique, Film policier, Film noir
- Durée : 91 minutes
- Dates de sortie :
  - États-Unis : 7 avril 1949 (New York City) / 4 juillet 1949 (sortie nationale)
  - France : 26 octobre 1949

## Distribution
- Stephen McNally : Stan Albert
- Thelma Ritter : Katie Cusack
- Luis Van Rooten : Joe Cusack
- Peter Fernandez : Frank Cusack
- Sharon McManus : Alice Cusack
- Sue England : Betty Maylor
- Barbara Whiting : Annie Kane
- Al Ramsen : Benny Wilkes
- Joshua Shelley : Theodore "Crazy" Perrin
- Tony Curtis : Mitch (crédité Anthony Curtis)
- Mickey Knox : Larry
- Richard Jaeckel : Bull
- Pepe Hern : Pete (non crédité)

## Autour du film
- Premier film où Tony Curtis est crédité au générique (sous le nom d'Anthony Curtis)